# Mandevilla lancifolia
Mandevilla lancifolia är en oleanderväxtart som beskrevs av R. E. Woodson. Mandevilla lancifolia ingår i släktet Mandevilla och familjen oleanderväxter. Inga underarter finns listade i Catalogue of Life.